# Xerospermum
Xerospermum es un género de plantas de la familia Sapindaceae. Contiene 28 especies

## Especies
1. Xerospermum bonii (Lecomte) Radlk.
2. Xerospermum laevigatum Radlk.
3. Xerospermum noronhianum (Blume) Blume

- Datos: Q9096645
- Especies: Xerospermum